# Türriegel von Riegelstein

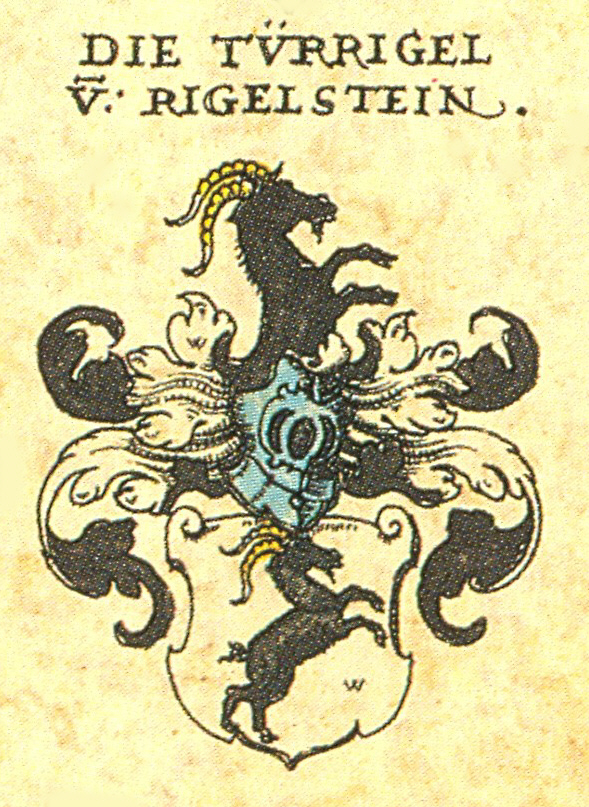
Wappen der Familie Türriegel

Die Familie der Türriegel von Riegelstein war ein fränkisches Adelsgeschlecht, das erstmals 1260 erwähnt wurde und 1619 erloschen ist.

## Ursprung und Geschichte
Die Familie der Türriegel, gelegentlich auch Dürriegel, fügte ihrem Nachnamen den Zusatz von Riegelstein hinzu, nach ihrem Stammsitz, der Burg Riegelstein. Erstmals wurde die Familie Türriegel am 21. Februar 1260 urkundlich erwähnt, der Riegelstein jedoch erst 1403. Es ist daher unklar, ob die Familie den Namen Türriegel zuerst geführt hat (etwa als Ausdruck ihrer Aufgaben als Ministerialen) und ihre Burg (nach Errichtung oder Übernahme) dann dementsprechend benannt hat, oder ob die Burg den Namen zuerst führte und die Familie sich nach ihr benannte; aufgrund der Quellenlage und des umstrittenen Alters der Burg (einem abgegangenen Bau auf einem hohen Felsblock) ist dies nicht eindeutig zu bestimmen.   
Der Genealoge Biedermann zeichnete einen fragmentarischen Stammbaum der Familie, der mit der Nennung der Familie 1403 in Riegelstein beginnt und 1619 mit dem Tode von Georg Michael endet.

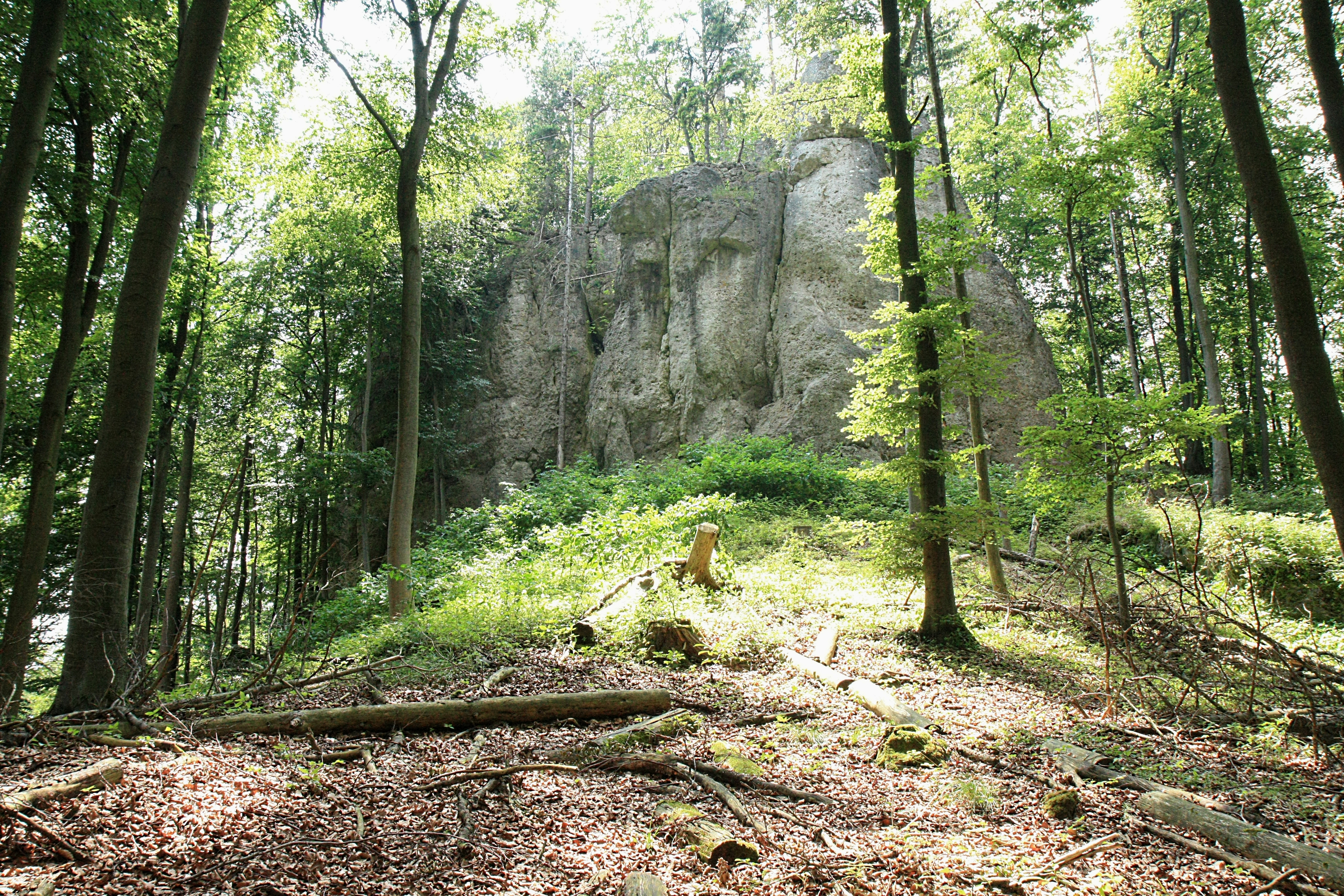
Der Riegelstein (Fels der Burgruine Riegelstein)

Die erste urkundliche Erwähnung fand mit Heinricus Türrigl kurz vor 1260 statt, er war damals Zeuge für Walter Schenk von Klingenburg. Die Klingenburger waren zu der Zeit die Herren auf der Burg Reicheneck. Die Türriegel saßen zunächst als niedere Dienstleute der Schenken von Reicheneck auf kleineren Herrensitzen im Hammerbachtal bei Engelthal. Nach Gustav Voit wurde die Burg Riegelstein um 1360 von den Türrigel errichtet, nach anderer Ansicht wurde sie schon um 1200 von den Schenken erbaut. Auch später wurden die Türriegel noch mehrmals erwähnt, sie saßen in Eschenbach und Simmelsdorf.
Die Burg Riegelstein selbst wird erst um das Jahr 1403 erstmals urkundlich genannt, damals war sie Sitz der Brüder Hans, Georg, Dietrich und Heinz Türriegel. Das Ministerialengeschlecht nannte sich von da an „zum Riegelstein“. 
Im Jahr 1500 fand unter den Brüdern Heinrich, Hans und Conz Türriegel eine Erbteilung statt. Am 15. Februar 1502 trugen Hans und Konz Türriegel ihre bis dahin freieigene Burg zu zwei Dritteln dem Markgrafen Friedrich II. von Ansbach-Bayreuth zu Lehen auf, außerdem räumten sie dem Markgrafen auch das Öffnungsrecht ein, er durfte also im Kriegsfall die Burg nutzen. Das letzte Drittel gab am 16. Juni 1502 Heinz Türriegel ebenfalls dem Markgrafen zu Lehen. Hans Türriegel soll 1504 zu den bayerischen Verteidigern der Festung Kufstein gezählt haben, die nach deren Einnahme auf Befehl Kaiser Maximilians mit dem Schwert hingerichtet wurden. 1504/06 veräußerten die Brüder auch die seit 1368 gehaltene Grundherrschaft Simmelsdorf an die mit ihnen verwandten Seckendorff, von denen sie jedoch 1570/72 Werner II. Türriegel, Pfleger des pfälzischen Amtes Hartenstein, zurückerwarb. Schulden zwangen Georg Michael Türriegel 1598 zum Verkauf von Simmelsdorf an die Tucher.
Nach dem Aussterben des Geschlechtes der Riegelsteiner mit dem Tod von Georg Michael Türriegel von Riegelstein am 24. März 1619 zog der Markgraf die Burg und die übrigen Lehngüter ein.

## Besitzungen
Aufgrund ihrer Besitzungen war die Familie im Ritterkanton Gebürg organisiert. Ihnen gehörte unter anderem:
- Burg Riegelstein in Riegelstein (vor oder um 1360 bis 1619)
- Schloss Eschenbach bei Pommelsbrunn (um 1330 bis 1367)
- Rittergut Simmelsdorf (nach 1368, bis 1598)

## Persönlichkeiten
- Hans Werner Türriegel von Riegelstein (* 1562), Bambergischer Amtmann zu Herzogenaurach

## Wappen
Der Wappenschild zeigt auf Silber einen schwarzen springenden Steinbock mit goldenen Hörnern. Die Helmdecken sind schwarz und silber. In der Helmzier wiederholt sich das Motiv des Schildes in gleicher Tingierung.